# Joel Gisler
Joel Gisler (* 25. Februar 1994 in Bürglen UR) ist ein Schweizer Freestyle-Skier. Er startet in der Disziplin Halfpipe.

## Werdegang
Gisler nimmt seit 2011 an Wettbewerben der FIS und der AFP World Tour teil. Im Weltcup startete er erstmals im März 2011 in Tignes und belegte dabei den 21. Platz. Im Februar 2013 errang er bei den Swiss Freeski Open in Davos den zweiten Platz. Im folgenden Monat wurde er bei den Juniorenweltmeisterschaften in Chiesa in Valmalenco Sechster. Bei den Olympischen Winterspielen 2014 in Sotschi kam er auf den 18. Platz. Im März 2014 holte er bei den Juniorenweltmeisterschaften in Chiesa in Valmalenco die Silbermedaille. In der Saison 2015/16 siegte er bei der Revolution Tour in Mammoth und bei den Swiss Freeski Open in Crans-Montana. Anfang April 2016 wurde er in Laax Schweizer Meister in der Halfpipe. In der Saison 2016/17 kam er bei vier Weltcupstarts, dreimal unter die ersten zehn und errang damit den siebten Platz im Halfpipe-Weltcup. Beim Saisonhöhepunkt den Freestyle-Skiing-Weltmeisterschaften 2017 in Sierra Nevada, gelang ihm der 26. Platz. Im März 2017 errang er bei den Swiss Freeski Open in Laax den zweiten Platz. Nach Platz eins im Europacup in Kaprun zu Beginn der Saison 2017/18 erreichte er mit dem zweiten Platz im Secret Garden Skiresort seine erste Podestplatzierung im Weltcup. Er kam damit auf den 14. Platz im Halfpipe-Weltcup. Beim Saisonhöhepunkt, den Olympischen Winterspielen 2018 in Pyeongchang, belegte er den 18. Platz.